# The Home Depot Coach of the Year Award
Le Home Depot Coach of the Year Award est un trophée décerné annuellement depuis 1994 à l'entraîneur de l'année évoluant au sein de la NCAA Division I FBS. Cette récompense est décernée conjointement par les analystes en football américain d'ESPN et d'ABC. Brian Kelly est le seul entraîneur à avoir reçu le trophée à deux reprises.

## Palmarès
| Années | Lauréats            | Équipes                          |
| ------ | ------------------- | -------------------------------- |
| 1994   | Bobby Bowden        | Seminoles de Florida State       |
| 1995   | Gary Barnett        | Wildcats de Northwestern         |
| 1996   | Rich Brooks         | Ducks de l'Oregon                |
| 1997   | Mike Price          | Cougars de Washington State      |
| 1998   | Phillip Fulmer      | Volunteers du Tennessee          |
| 1999   | Tom Osborne         | Cornhuskers du Nebraska          |
| 2000   | Bob Stoops          | Sooners de l'Oklahoma            |
| 2001   | Ralph Friedgen      | Terrapins du Maryland            |
| 2002   | Tyrone Willingham   | Fighting Irish de Notre Dame     |
| 2003   | Pete Carroll        | Trojans d'USC                    |
| 2004   | Urban Meyer         | Utes de l'Utah                   |
| 2005   | Joe Paterno         | Nittany Lions de Penn State      |
| 2006   | Greg Schiano        | Scarlet Knights de Rutgers       |
| 2007   | Mark Mangino        | Jayhawks du Kansas               |
| 2008   | Nick Saban          | Crimson Tide de l'Alabama        |
| 2009   | Brian Kelly         | Bearcats de Cincinnati           |
| 2010   | Gene Chizik         | Tigers d'Auburn                  |
| 2011   | Les Miles           | Tigers de LSU                    |
| 2012   | Brian Kelly         | Fighting Irish de Notre Dame     |
| 2013   | Gus Malzahn         | Tigers d'Auburn                  |
| 2014   | Gary Patterson      | Horned Frogs de TCU              |
| 2015   | Dabo Swinney        | Tigers de Clemson                |
| 2016   | Mike MacIntyre      | Buffaloes du Colorado            |
| 2017   | Scott Frost (en)    | Knights de l'UCF                 |
| 2018   | Brian Kelly         | Fighting Irish de Notre-Dame     |
| 2019   | Ed Orgeron (en)     | Tigers de LSU                    |
| 2020   | Jamey Chadwell (en) | Chanticleers de Coastal Carolina |
| 2021   | Luke Fickell (en)   | Bearcats de Cincinnati           |
| 2022   | Sonny Dykes (en)    | Horned Frogs de TCU              |
| 2023   | Kalen DeBoer (en)   | Huskies de Washington            |
| 2024   | Curt Cignetti (en)  | Hoosiers de l'Indiana            |